# Lori Petty
Lori Petty (Chattanooga, Tennessee; 14 de octubre de 1963) es una actriz estadounidense, más conocida por su papel de Tyler Endicott en la película Point Break (1991), Kit Keller en A League of Their Own (1992), y el papel principal en Tank Girl (1995).
Ella protagonizó la segunda temporada y se convirtió en un personaje recurrente en la tercera y cuarta temporadas de la serie original de Netflix Orange Is the New Black como Lolly Whitehill. Lori también apareció en la serie de televisión Prison Break en el último episodio de la cuarta temporada.

## Primeros años
Petty, la mayor de tres hermanos, nació en Chattanooga, Tennessee, hija de un ministro pentecostal. Se graduó de North High School en Sioux City, Iowa, en 1981, y trabajó durante varios años en Omaha, Nebraska, como diseñadora gráfica antes de dedicarse a la actuación.

## Carrera
Empezó su carrera actoral con series televisivas en 1988, como en The Thorns y Booker en 1990. Katherine Bigelow la seleccionó para aparecer como la novia del agente especial Utah (Keanu Reeves) en el filme de culto Point Break (1991) por la que alcanzó un cierto grado de popularidad. Siguió en la serie Un equipo muy especial que trata de un equipo femenino de béisbol formado durante la Segunda Guerra Mundial.
Actuó en el filme Liberad a Willy (1993) y destacó en el filme basado en un cómic de 1995, Tank Girl como Rebecca Buck. Ha actuado en diferentes géneros como es el caso del filme de terror Masters of Horror, Fair-Haired Child (2006). Ha estado incursionando como guionista y directora como es el caso The Poker House (2008).

## Problemas legales
El 4 de septiembre de 2009, Petty prometió no impugnar el cargo de un delito menor por beber y conducir. Fue sentenciada a cinco años de libertad condicional.

## Filmografía

### Cine
| Año  | Título                        | Personaje                | Notas         | Ref.  |
| ---- | ----------------------------- | ------------------------ | ------------- | ----- |
| 1988 | ...They Haven't Seen This...  | La chica                 | Cortometraje  |       |
| 1990 | Cadillac Man                  | Lila                     |               |       |
| 1991 | Point Break                   | Tyler Endicott           |               |       |
| 1992 | A League of Their Own         | Kit Keller               |               |       |
| 1993 | Free Willy                    | Rae Lindley              |               |       |
| 1993 | Poetic Justice                | Penelope                 |               |       |
| 1994 | The Glass Shield              | Diputada Deborah Fields  |               |       |
| 1994 | In the Army Now               | Christine Jones          |               |       |
| 1995 | Tank Girl                     | Rebecca Buck / Tank Girl |               |       |
| 1996 | Countdown                     | Sara Daniels             |               |       |
| 1998 | Relax... It's Just Sex        | Robin Moon               |               |       |
| 1999 | The Arrangement               | Candy                    |               |       |
| 1999 | Clubland                      | India                    |               |       |
| 2001 | MacArthur Park                | Kelly                    |               |       |
| 2001 | Firetrap                      | Lucy                     |               |       |
| 2001 | Route 666                     | Steph                    |               |       |
| 2001 | Horrible Accident             | Six                      |               |       |
| 2003 | Prey for Rock & Roll          | Faith                    |               |       |
| 2006 | Cryptid                       | Dra. Lean Carlin         |               |       |
| 2007 | Richard III                   | Primera asesina          |               |       |
| 2007 | Broken Arrows                 | Erin                     |               |       |
| 2008 | The Poker House               |                          | Director      |       |
| 2008 | Last Call                     | Bartender                |               |       |
| 2009 | Prison Break: The Final Break | Daddy                    | Video         |       |
| 2010 | Chasing 3000                  | Deputy Fryman            |               |       |
| 2014 | Happy Fists Claudia           | Brenda                   |               |       |
| 2016 | Dead Awake                    | Dra. Sykes               |               |       |
| 2018 | Fear, Love, and Agoraphobia   | Francis                  |               |       |
| 2019 | The Dying Kind                |                          | Cortometraje  |       |
| 2020 | A Deadly Legend               | Wanda Pearson            |               |       |
| 2021 | The Survivalist               | Operadora de radio       | Voz           |       |
| 2023 | You're All Gonna Die          | Donatella                |               |       |
| 2025 | Tonic                         | Elise Poe                | Posproducción | [ 1 ] |

### Televisión
| Año       | Título                                      | Personaje                        | Notas                                                                 |
| --------- | ------------------------------------------- | -------------------------------- | --------------------------------------------------------------------- |
| 1985      | All My Children                             | Chica punk                       | 1 episodio                                                            |
| 1985      | The Equalizer                               | Hooker                           | Episodio: «The Lock Box»                                              |
| 1986      | The Twilight Zone                           | Lori Pendleton                   | Episodio: «The Library»                                               |
| 1987      | Stingray                                    | Lisa Perlman                     | Episodio: «Bring Me the Hand That Hit Me»                             |
| 1987      | Bates Motel                                 | Willie                           | Telefilme                                                             |
| 1987      | The Line                                    | Jo Lanier                        | Telefilme                                                             |
| 1987      | Head of the Class                           | Molly                            | Episodios: «Child of the 60's» y «That'll Be the Day»                 |
| 1988      | Police Story: Monster Manor                 |                                  | Telefilme                                                             |
| 1988      | The Thorns                                  | Cricket                          | Reparto principal, 12 episodios                                       |
| 1988      | Miami Vice                                  | Carol                            | Episodio: «Love at First Sight»                                       |
| 1988      | Las pesadillas de Freddy                    | Chris Ketchum                    | Episodio: «Killer Instinct»                                           |
| 1989      | Perry Mason: The Case of the Musical Murder | Cassie                           | Telefilme                                                             |
| 1989      | San Berdoo                                  | Kate Phoenix                     | Telefilme                                                             |
| 1989      | Alien Nation                                | Sal                              | Episodio: «Fifteen with Wanda»                                        |
| 1989–1990 | Booker                                      | Suzanne Dunne                    | Reparto recurrente, 10 episodios                                      |
| 1990      | Grand                                       | Medea                            | Episodio: «A Boy and His Dad»                                         |
| 1996      | Lush Life                                   | Georgia «George» Sanders         | Protagonista, 7 episodios                                             |
| 1997      | Profiler                                    | Robin Poole / Marjorie Brand     | Episodios: «Venom: Parts 1 & 2»                                       |
| 1997      | Superman: la serie animada                  | Leslie Willis / Livewire (voz)   | Episodios: «Livewire» y «Dosis doble»                                 |
| 1998      | Las nuevas aventuras de Batman              | Leslie Willis / Livewire (voz)   | Episodio: «La noche de las chicas»                                    |
| 1998–1999 | Brimstone: el pacto                         | Maxine                           | Reparto recurrente, 7 episodios                                       |
| 1999      | Star Trek: Voyager                          | Noss                             | Episodio: «Gravedad»                                                  |
| 2000      | The Hunger                                  | Lisette                          | Episodio: «Double»                                                    |
| 2001      | The Beast                                   | Rita                             | Episodio: «The Delivery»                                              |
| 2001      | The Parkers                                 | Presentadora                     | Episodio: «Family Ties and Lies»                                      |
| 2002      | ER                                          | Shane                            | Episodio: «Orion in the Sky»                                          |
| 2003      | NYPD Blue                                   | Joyce Bradovich                  | Episodio: «I Kid You Not»                                             |
| 2004      | Line of Fire                                | Laurie McBride                   | Episodio: «Mother & Child Reunion»                                    |
| 2004      | The Karate Dog                              | COLAR (voz)                      | Telefilme                                                             |
| 2005      | CSI: Nueva York                             | Maddy                            | Episodio: «Guerreros empresariales»                                   |
| 2006      | Masters of Horror                           | Judith                           | Episodio: «En el sótano»                                              |
| 2006      | Higurashi no naku koro ni                   | Tamae Hojo (voz, doblaje inglés) | Episodio: «Kejime»                                                    |
| 2008–2009 | House M. D.                                 | Janice Burke                     | Episodios: «Dejalos comer pastel», «Gozo para el mundo» y «Sin dolor» |
| 2009      | Prison Break                                | Daddy                            | Episodios: «The Old Ball and Chain» y «Free»                          |
| 2009      | The Cleaner                                 | Sunshine                         | Episodios: «Split Ends» y «The Things We Didn't Plan»                 |
| 2014–2019 | Orange Is the New Black                     | Lolly Whitehill                  | Reparto recurrente, 24 episodios                                      |
| 2016      | Gotham                                      | Jeri                             | Episodio: «Wrath of the Villains: Esta bola de barro y maldad»        |
| 2017      | Hawaii Five-0                               | Jenny Kitson                     | Episodio: «Preludio»                                                  |
| 2017      | Transformers: Robots in Disguise            | Nightra (voz)                    | Episodio: «Culpable»                                                  |
| 2017      | Danger & Eggs                               | Ruelle                           | Episodio: «Morning Routine/Lost & Found»                              |
| 2017      | Danger & Eggs                               | Madame Aubergine                 | Episodio: «Morning Routine/Lost & Found»                              |
| 2017      | Swedish Dicks                               | Madame Roux                      | Episodio: «Dial Me for Medium»                                        |
| 2018      | Robot Chicken                               | Miss Geraldine Grundy (voz)      | Episodio: «Never Forget»                                              |
| 2018      | Robot Chicken                               | Anna Mary Jones (voz)            | Episodio: «Never Forget»                                              |
| 2019      | Summer Camp Island                          | Miss Pinch (voz)                 | Episodio: «Yo amo Heartforde»                                         |
| 2021      | Immoral Compass                             | Detective Williams               | Episodio: «Part 10: Closure»                                          |
| 2021–2022 | Station Eleven                              | Sarah                            | Reparto principal, 10 episodios                                       |
| 2023      | Obliterated                                 | Crazy Susan                      | Episodio: «Walks of Shame»                                            |
| 2024–2025 | NCIS: Origins                               | Dra. Lenora Friedman             | Reparto recurrente, 6 episodios                                       |

### Otros medios
| Año  | Título                        | Personaje                | Notas                              |
| ---- | ----------------------------- | ------------------------ | ---------------------------------- |
| 1984 | «Footloose (Versión 2)»       | Ariel                    | Videoclip musical de Kenny Loggins |
| 2002 | Superman: Shadow of Apokolips | Leslie Willis / Livewire | Videojuego                         |